# جامع الشاوي

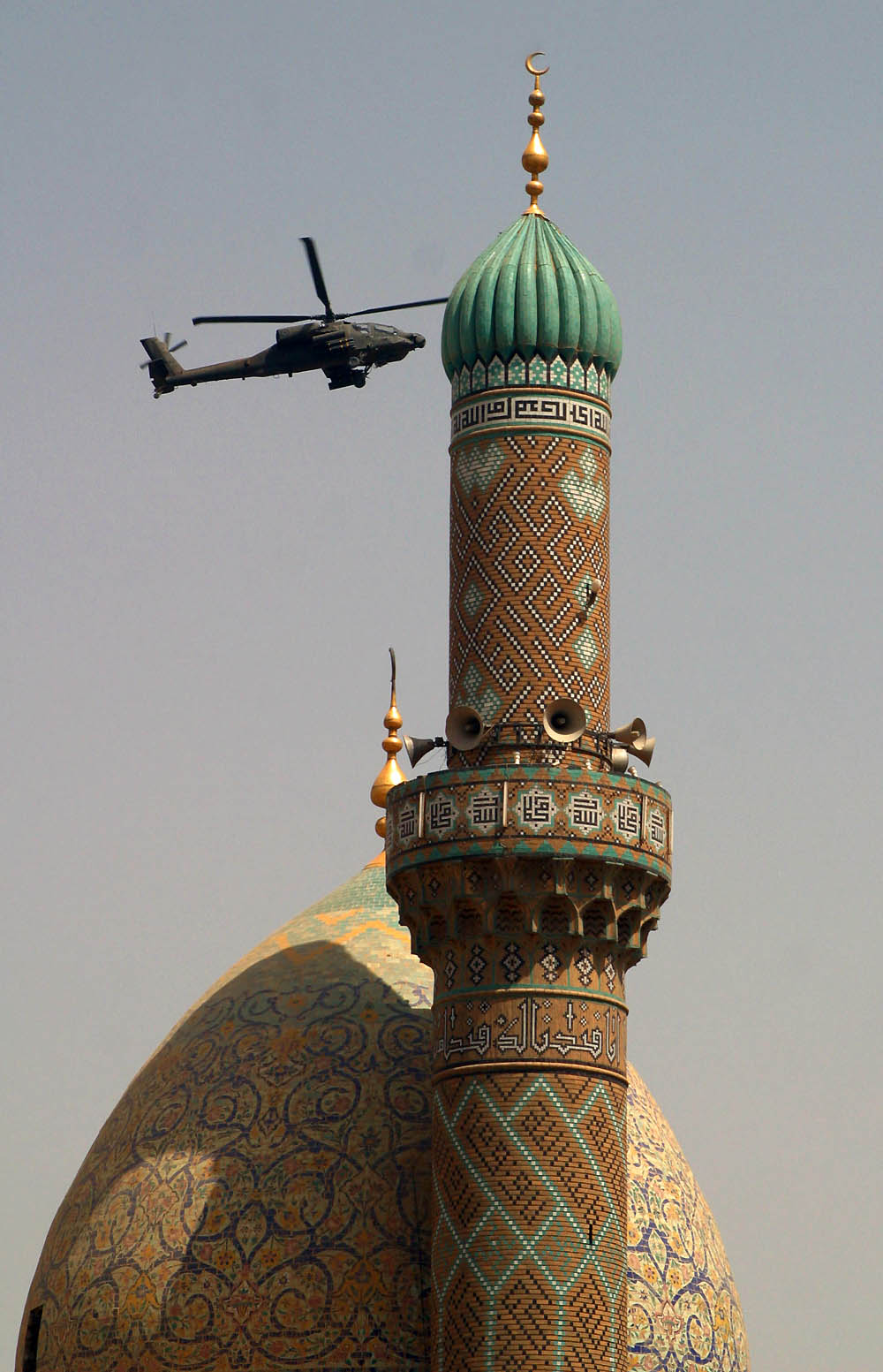
جامع الشاوي أو الخطيب وتظهر خلفه طائرة أمريكية في عام 2012

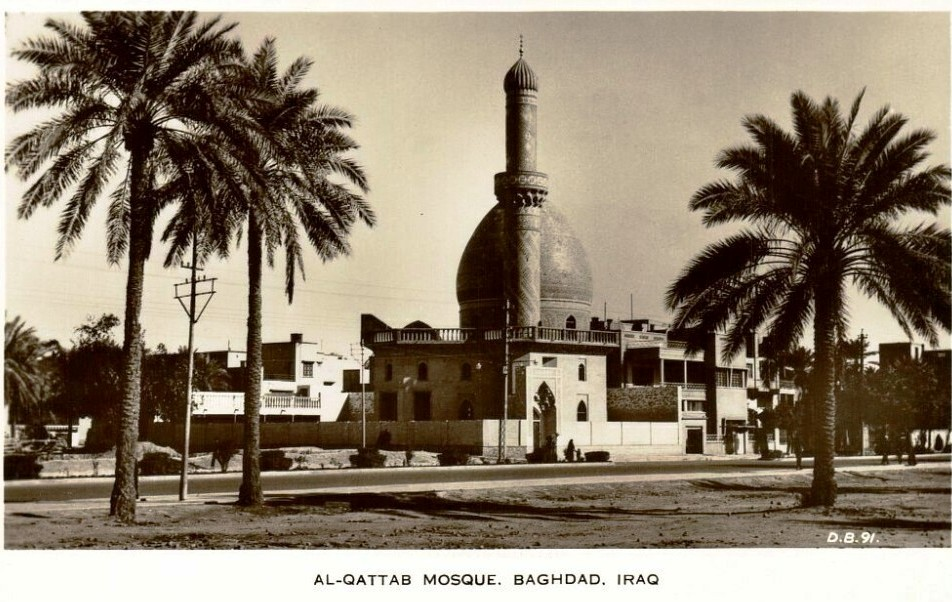
جامع الخطيب في بداية تأسيسه عام 1957

جامع الشاوي، أو جامع الخطيب، هو من مساجد العراق التراثية القديمة، وهو مسجد كبير الفناء، يقع في جانب الكرخ من مدينة بغداد في حي كرادة مريم بين جسر الجمهورية وجسر السنك على ضفاف نهر دجلة بالقرب من مبنى الإذاعة العراقية. ولقد بناه وشيده الحاج (أحمد مظهر الشاوي)، وحسب الوصية المرقمة 4405 والمؤرخة في 14 آب 1954م. وحسب كلام أحد المصلين في الجامع من الذين عاصروا بنائهِ حيث قال: لقد أفتتح الجامع في عام 1957م بحضور الملك فيصل الثاني وجمع من وجهاء بغداد وعلمائها، وقد عرض حفل الافتتاح في تلفاز بغداد في ذلك الوقت لأنهُ لم يمضي عليهِ سنة من تشييدهِ تقريبا. وسماه بجامع الخطيب فقد كان متأثراً بالامام الخطيب البغدادي، أبو بكر أحمد بن علي وهو محدث ومؤرخ عربي مسلم.
ويقع الباب الرئيسي للجامع في الجهة الجنوبية الغربية على الشارع العام، وبجوار الباب من الجنوب ترتفع القبة وقد بنيت بالطابوق والكاشي الكربلائي الأزرق، ووضع في أعلى القبة وكذلك المنارة (ميل) طلي بالذهب الخالص.
وقد كتب حول القبة بالكاشي الكربلائي سورة الأحزاب كما كتب حول المنارة بالخط الكوفي الآية القرآنية: (إنا فتحنا لك فتحا مبينا) كما كتب بالكاشي الكربلائي الآية القرآنية: (يا أيها الذين آمنوا اركعوا واسجدوا واعبدوا ربكم وافعلوا الخير لعلكم تفلحون)، وإن الداخل إلى الجامع يرى مصلى حرم الجامع مثمن الشكل صغير المساحة مع العلم أن مساحة الجامع كبيرة، وله ساحة وطارمة صغيرة لا يبلغ عرضها أكثر من مترين وطولها يبلغ ستة أمتار وقد كتب في أعلاها بالكاشي الأزرق الآية القرآنية: (يا أيها الذين آمنوا اركعوا واسجدوا واعبدوا ربكم وافعلوا الخير لعلكم تفلحون). كما كتب في داخل ساحة الطارمة من جهتي الغرب والجنوب بالخط الكوفي على الكاشي الكربلائي سورة الإخلاص بخط الخطاط هاشم محمد البغدادي. وكتب بالجهة الشرقية بالكاشي الكربلائي ما نصه: (انشأ هذا الجامع مظهر بك بن أحمد بك الصادق الشاوي تقربا إلى الله تعالى وطلباً لمرضاته بإشراف المعمار إبراهيم صالح العبيدي وكان الفراغ منهُ سنة 1372هـ).
وفي الطارمة محراب مبني من الطابوق كتب في أعلاه بالكاشي الكربلائي الأزرق الآية القرآنية: (فتقبلها ربها بقبول حسن وأنبتها نباتا حسنا وكفلها زكريا كلما دخل عليها زكريا المحراب وجد عندها رزقا قال يا مريم أنى لك هذا قالت هو من عند الله إن الله يرزق من يشاء بغير حساب). ومن الجهة الغربية الشمالية يوجد باب الحرم، ومصلى الحرم مثمن الشكل لا تبلغ مساحته الكلية أكثر من خمسين متراً وقد كتب في أعلى القبة من الداخل بشريط يحيط بها (سورة الجمعة). أما المحراب فبني من الطابوق الأصفر والكاشي الكربلائي الأزرق وكتب حوله الآية القرآنية: (فتقبلها بقبول حسن وأنبتها نباتا حسنا وكفلها زكريا كلما دخل عليها زكريا المحراب وجد عندها رزقا قال يا مريم أنى لك هذا قالت هو من عند الله. إن الله يرزق من يشاء بغير حساب).
وللجامع باب آخر يقع في جهة الباب الغربي كتب في أعلاها الآية القرآنية بالكاشي الكربلائي الأزرق: (يا أيها الذين آمنوا اركعوا واسجدوا واعبدوا ربكم وافعلوا الخير لعلكم تفلحون). وتوجد بالقرب من الباب في الداخل غرفة فيها قبر (الحاج مظهر الشاوي المتوفى سنة 1960م)، وبجوارها غرفتان إحداهما للإمام والخطيب وأخرى للمؤذن، وبجوار الغرفتين مكان الوضوء والمرافق وبجوار المرافق يوجد سلم يؤدي إلى سطح هذه الغرف ويوجد بالقرب من الجامع محلات تجارية موقوفة عليه. وقد حدث تصدع في كاشي القبة في سنة 1395هـ/ 1975م، وأعيد بناؤه في نفس السنة ويدار الجامع من قبل رئاسة ديوان الأوقاف.
ومن الأئمة المشهوين الذين شغلوا منصب الإمامة والخطابة في الجامع الشيخ هاشم جميل، الذي عين من قبل الأوقاف في عام 1961م.